# Hirsutine
Hirsutine is een zenuwbeschermend indool dat voorkomt in onder andere Uncaria rhynchophylla, de bast van Uncaria tomentosa, bovengrondse delen van Cocculus hirsutus en de zaden van ruige scheefkelk.
De stof kan ook gesynthetiseerd worden.